# Мисляховиці
Мисляховиці (пол. Myślachowice) — село в Польщі, у гміні Тшебіня Хшановського повіту Малопольського воєводства. Населення — 2117 осіб (2011).

## Демографія
Демографічна структура станом на 31 березня 2011 року:
|          | Загалом | Допрацездатний вік | Працездатний вік | Постпрацездатний вік |
| -------- | ------- | ------------------ | ---------------- | -------------------- |
| Чоловіки | 1018    | 191                | 681              | 146                  |
| Жінки    | 1099    | 157                | 628              | 314                  |
| Разом    | 2117    | 348                | 1309             | 460                  |